# Niedrzaków
Niedrzaków – wieś w Polsce, położona w województwie łódzkim, w powiecie kutnowskim, w gminie Strzelce.
| SIMC    | Nazwa        | Rodzaj    |
| ------- | ------------ | --------- |
| 0577350 | Niedrzakówek | część wsi |
| 0577366 | Wydziały     | część wsi |

W latach 1975–1998 wieś administracyjnie należała do województwa płockiego.
Wieś królewska Niedrzakowo położona była w drugiej połowie XVI wieku w powiecie gostynińskim ziemi gostynińskiej województwa rawskiego. 